# Kiratsi
Kiratsi is een plaats in de Estlandse gemeente Saaremaa, provincie Saaremaa. De plaats heeft de status van dorp (Estisch: küla).
Tot in december 2014 behoorde Kiratsi tot de gemeente Kaarma, tot in oktober 2017 tot de gemeente Lääne-Saare en sindsdien tot de fusiegemeente Saaremaa.

## Bevolking
Het dorp had 49 inwoners op 31 december 2011 en 52 inwoners op 31 december 2021.

## Ligging
De plaats Kiratsi ligt op het eiland Saaremaa aan de Tugimaantee 79, de weg van Kuressaare naar Leisi.

## Geschiedenis
Kiratsi werd voor het eerst genoemd in 1592 onder de naam Kirrides. De plaats maakte deel uit van het landgoed Kaarma-Suuremõisa (Duits: Karmel-Großenhof).